# Xylocarpus granatum
Xylocarpus granatum is een soort mangrove uit de familie Meliaceae. De plant komt voor in de oostelijke delen van Afrika, van Zuid-Somalië tot in de Zuid-Afrikaanse provincie KwaZoeloe-Natal, en verder ook in tropisch Azië, op Nieuw-Guinea en in het zuidwestelijke deel van het Pacifisch gebied.
Het is een kleine tot middelgrote groenblijvende boom die een hoogte van 12 meter kan bereiken. De boom groeit in het hogere intergetijdengebied en ook in estuaria en langs oevers van kreken.  